# Heřman III. Bádenský
Heřman III. Bádenský řečený Veliký (německy Hermann III. von Baden, 1100–1105? – 16. ledna 1160) byl bádenský a veronský markrabě, účastník druhé křížové výpravy.

## Život
Narodil se jako syn Heřmana II. Bádenského a Judity, dcery Hessa z Backnangu. Byl dvakrát ženatý, jeho druhou ženou byla Marie, dcera českého knížete Soběslava I. V roce 1154 Heřman bojoval v Lombardii a doprovázel císaře Fridricha Barbarossu během války proti Milánu, zúčastnil se druhé křížové výpravy. Zemřel v lednu 1160 a byl pohřben v rodovém pohřebišti v augustiniánském klášteře Backnang.